# Jose Lothario
Guadalupe Robledo (Monterrey, 12 december 1934 - 6 november 2018), beter bekend als Jose Lothario, was een Mexicaans professioneel worstelaar die vooral bekend is van zijn tijd bij National Wrestling Alliance.
Lothario trainde Shawn Michaels en hij verscheen op de televisie wanneer Michaels het WWF Championship veroverde. Hij bleef voor de WWF werken als manager van Michaels totdat hij na het Royal Rumble-evenement, in 1997, de WWF verliet. In januari 1999 verscheen Lothario eenmalig terug op de WWF-televisie als onderdeel van de verhaallijn van Michaels.

## Prestaties
- Championship Wrestling from Florida
  - NWA Brass Knuckles Championship (Florida version) (3 times)
  - NWA Florida Tag Team Championship (2 keer: met Argentina Apollo (1x) en Danny Miller (1x))
  - NWA Southern Tag Team Championship (5 keer: met Don Curtis (1x), Joe Scarpa (3x) en Dory Funk (1x))
  - NWA World Tag Team Championship (4 keer: met Wahoo McDaniel (2x), Eddie Graham (1x) en Sam Steamboat (1x))

- Gulf Coast Championship Wrestling
  - NWA Gulf Coast Heavyweight Championship (1 keer)

- L&G Promotions
  - L&G Caribbean Heavyweight Championship (1 keer)

- NWA Big Time Wrestling
  - NWA American Tag Team Championship (6 keer: met Ivan Putski (1x), Mil Máscaras (1x), El Halcon (3x) en Tiger Conway Jr. (1x))
  - NWA Brass Knuckles Championship (3 keer)
  - NWA Texas Heavyweight Championship (4 keer)
  - NWA Texas Tag Team Championship (6 keer: met Mil Máscaras (1x), Ivan Putski (1x), Alberto Madril (2x), Rocky Johnson (1x) en Cien Caras (1x))
  - WCCW Television Championship (1 keer)

- NWA Tri-State
  - NWA Louisiana Heavyweight Championship (1 keer)